# Hachero de Nueva Orleans

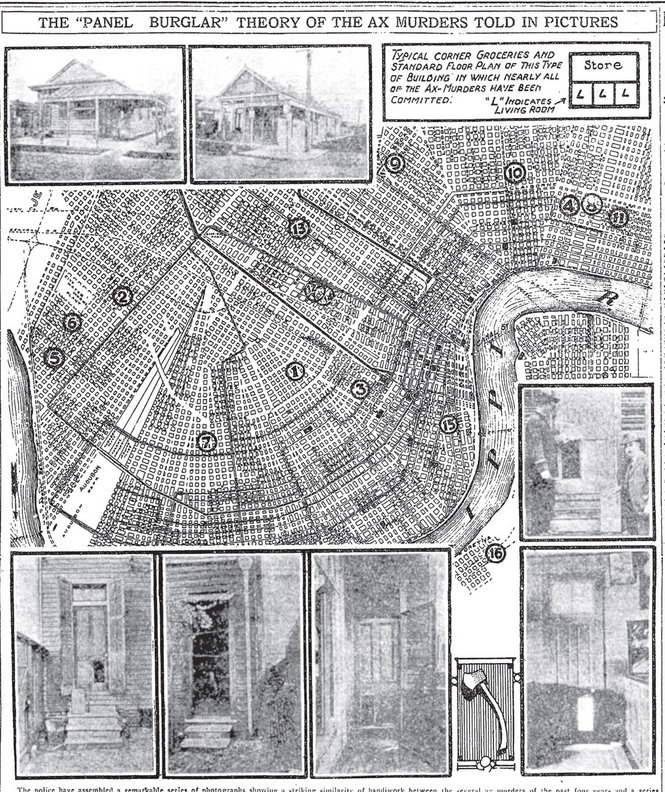
Mapa contemporáneo de los asesinatos, marzo de 1919.

El hachero de Nueva Orleans (del inglés: The Axeman of New Orleans) fue un asesino en serie que actuó en Nueva Orleans, Luisiana entre mayo de 1918 y octubre de 1919. Reportes de la prensa durante el tiempo de los asesinatos mencionaron crímenes similares que dataron de 1911, mas las investigaciones recientes ponen en cuestión estos reportes. La identidad del asesino nunca fue determinada.

## Asesinatos
Como indica su apodo, las víctimas eran asaltadas con un hacha que, en la mayoría de los casos, pertenecía a ellas mismas. Todas las agresiones presuntamente cometidas por "El Hachero" coinciden en la manera en la cual fueron efectuadas. En la mayoría de los casos el asesino forzaba la puerta posterior de la casa de sus víctimas, quienes eran asaltados mientras dormían con un hacha o una navaja de afeitar, dejando después el arma abandonada en la cocina, el patio o cerca de la cama. Evidentemente los crímenes no eran robos, pues el agresor no tomaba nada de las casas.
"El Hachero" apuntaba a una variedad de víctimas, muchas de las cuales siendo italoestadounidenses, lo que llevó a muchos a creer que los delitos se daban por motivos raciales. Los medios resaltaban el número de víctimas de origen italiano, llevando a sospechar la participación de la Mafia a pesar de la falta de evidencia. Algunos criminalistas han sugerido que los crímenes eran por motivos sexuales y el asesino era un sádico que buscaba víctimas femeninas. Los criminalistas Colín y Damon Wilson supusieron que el asesino mataba a los hombres sólo cuando obstruían sus intentos de matar a las mujeres, pues en algunos casos era asesinada la mujer, mas no el hombre. Una teoría menos probable es que el asesino cometía los delitos intentando promocionar el jazz, pues en su famosa carta declaró que perdonaría a aquellos que escucharan jazz en sus casas.
"El Hachero" no fue detenido ni identificado en la época, y sus delitos terminaron tan misteriosamente como habían comenzado. La identidad del asesino permanece aún desconocida, aunque se han propuesto identificaciones medianamente verosímiles. El 13 de marzo de 1919, fue publicada en los periódicos una carta presuntamente escrita por "El Hachero" en la cual el autor declaraba que mataría de nuevo 15 minutos después de la medianoche del 19 de marzo, pero perdonaría a la gente que se encontrara en los lugares donde sonara una banda de jazz. Esa noche todos los salones de baile de Nueva Orleans estuvieron abarrotados de gente, y bandas amateur y profesionales tocaron jazz en fiestas privadas dentro de cientos de casas en toda la ciudad. "El Hachero" no asesinó a nadie esa noche.

## En los medios audiovisuales
En la serie norteamericana American Horror Story, de la tercera temporada llamada "Coven", aparece un personaje llamado "El Hachero" con cierta similitud a esta leyenda. En la serie estadounidense The Originals, temporada 3 episodio 5 mencionan a un personaje conocido como "El Hachero". En el videojuego The Walking Dead: Saints & Sinners - Chapter 2: Retribution se conoce a uno de los principales antagonistas como "El Hachero", quien está muy inspirado en este asesino.